# يوري برونفنبرينر
يوري برونفنبرينر (29 أبريل 1917، موسكو - 25 سبتمبر 2005) عالم نفس أمريكي من أصل روسي اشتهر باستخدام إطار سياقي لفهم التطور البشري بشكل أفضل.